# Siarhiej Karniejeu
Siarhiej Karniejeu (ur. 24 listopada 1988) – białoruski bokser, brązowy medalista mistrzostw świata. 
Występuje na ringu w wadze ciężkiej. W 2011 roku podczas mistrzostw świata amatorów w Baku zdobył brązowy medal w kategorii do 91 kg).  Ćwierćfinalista igrzysk olimpijskich w Londynie (2012).